# Demange-Baudignécourt
Demange-Baudignécourt – gmina we Francji, w regionie Grand Est, w departamencie Moza. W 2013 roku liczba ludności wynosiła 588 mieszkańców. 
Gmina została utworzona 1 stycznia 2019 roku z połączenia dwóch ówczesnych gmin: Baudignécourt oraz Demange-aux-Eaux. Siedzibą gminy została miejscowość Demange-aux-Eaux. 